# Шура-Бондуровская
Шура-Бондуровская (укр. Шура-Бондурівська) — село на Украине, находится в Гайсинском районе Винницкой области.
Код КОАТУУ — 0520880306. Население по переписи 2001 года составляет 420 человек. Почтовый индекс — 23722. Телефонный код — 4334.
Занимает площадь 2,316 км².

## Адрес местного совета
23722, Винницкая область, Гайсинский р-н, с.Бондуры, ул.Садовая, 1а